# Versa (Romans d'Isonzo)
Versa (Viarse in friulano, Viarsa nella variante locale) è una frazione nordoccidentale del comune di Romans d'Isonzo in provincia di Gorizia, riconosciuta nello statuto comunale.

## Storia
Versa fu un comune della contea di Gorizia nell'Impero austriaco.
Il 26 luglio 1866, durante la terza guerra di indipendenza, si svolse la battaglia di Versa che, a seguito di una "tregua d'armi" firmata due giorni prima, non ebbe alcuna conseguenza dal punto di vista del controllo politico del territorio, che, in seguito all'Armistizio di Cormons, restò asburgico sino al 1919.
Passato all'Italia dopo la prima guerra mondiale, fu incluso nella provincia di Gorizia, tranne nel quadriennio in cui il governo fascista sottopose tutto il goriziano ad Udine. Nel 1928 il governo Mussolini decise l'annessione del paese a Mariano.